# Dana DeLorenzo
 (août 2023).
Dana DeLorenzo, née le 1er janvier 1983 à Youngstown, est une actrice et animatrice de radio américaine.

## Biographie
Elle est diplômée en communication de l'Université DePaul. Elle était une personnalité de la radio avant de se consacrer totalement à sa carrière d'actrice.

## Filmographie
Sauf indication contraire, les informations mentionnées dans cette section peuvent être confirmées par la base de données cinématographiques IMDb,  présente dans la section « Liens externes ».

### Films
- 2004 : Rehearsal Time : Ashley
- 2007 : Night of the Fireflies : Carmen Valdez
- 2008 : Rain: A Love Story? : Arianna
- 2008 : Music Box : Alice
- 2008 : Peep Show : Valerie
- 2009 : October Surprise : Alberta
- 2011 : Le Joyeux Noël d'Harold et Kumar : Becca
- 2013 : The Mole Man of Belmont Avenue : Stoner Molly
- 2013 : Timms Valley
- 2014 : Two to Go
- 2016 : The Mad Ones : Claire
- 2016 : Three Women : Samantha

### Séries
- 2011 : In the Flow with Affion Crockett
- 2011 : 2 Broke Girls
- 2012 : Eagleheart : Arty Woman
- 2012 : Workaholics : reporter
- 2012 : Sullivan & Son : Marcy Mintz
- 2012 : The Late Late Show with Craig Ferguson : Beth
- 2013 : WJRT Television
- 2014 : Growing Up Fisher : Kara
- 2014 : Californication : célibataire attractive
- 2015 : Noches Con Platanito
- 2015 : The Playboy Morning Show
- 2015 : Barely Famous
- 2015 : Impress Me : Emily
- 2016 : Driving Arizona : Sasha
- 2015 - 2018 : Ash vs. Evil Dead : Kelly Maxwell